# Sechurafuchs
Der Sechurafuchs oder Sechuran-Fuchs (Lycalopex sechurae, Syn.: Pseudalopex sechurae) ist eine Art der Echten Hunde, die die küstennahen Wüsten Nord-Perus und Süd-Ecuadors bewohnt.

## Merkmale
Seine Kopf-Rumpf-Länge liegt zwischen 50 und 78 cm, der Schwanz ist 27 bis 38 cm lang. Das Gewicht liegt bei 2,6 bis 4,2 kg. Damit ist der Sechurafuchs die kleinste Art der Gattung Lycalopex. Die Fellfärbung ist Blassagouti, die Schwanzspitze ist schwarz. Der Kopf ist grau mit einer dunkleren Schnauze, hellen Haaren an den Lippen und rotbraunen Augenringen. Die Rückseite der Ohren können rötlich sein. Die Unterwolle ist cremefarben. Einige Exemplare haben einen dunklen Rückenstrich. Die unteren Abschnitte von Vorder- und Hinterbeinen sind rötlich. Das Scherengebiss ist deutlich schwächer entwickelt als bei den nahen Verwandten des Sechurafuchses.
Die Zahnformel lautet: I3/3, C1/1, P 4/4, M 2/3.

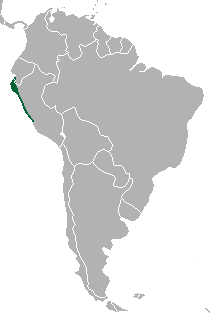
Verbreitungskarte des Sechurafuchs

## Lebensraum und Lebensweise
Der Sechurafuchs kommt in Wüsten mit spärlicher Vegetation, in landwirtschaftlich genutzten Gebieten und in Trockenwäldern vor und ist vorwiegend nachtaktiv. Den Tag verbringen die Tiere in einem Versteck zwischen Felsen. Sechurafüchse sind Allesfresser, bevorzugen aber kleine Wirbeltiere z. B. die Sechura-Blattohrmaus oder andere Nager. Insekten, Skorpione, Krabben und verschiedene Vögel an der Küste, Früchte und Aas werden ebenfalls verspeist. Sie fressen auch Samen, darunter die von Kapernsträuchern (Capparis) oder von Prosopis juliflora. Über die Fortpflanzung ist kaum etwas bekannt. Geburten wurden im Oktober und November registriert.

## Gefährdung
Die IUCN schätzt den Bestand des Sechurafuches als gering gefährdet ein. Die Fluktuation der Population aufgrund von Verfolgung und Krankheiten ist groß. Da die Füchse auch Hühner und Meerschweinchen fressen gelten sie bei den Landwirten als Schädlinge.

## Belege
1. 1 2 3 4  Don E. Wilson, Russell A. Mittermeier: Handbook of the Mammals of the World – Volume 1 Carnivores. Lynx Editions, 2009, ISBN 978-84-96553-49-1. Seite 431 u. 432.
2. ↑  Asa, C. & Wallace, M.P. (1990). Diet and activity pattern of the Sechuran desert fox (Dusicyon sechurae). Journal of Mammalogy. 71 (1): 69–72. doi:10.2307/1381318
3. ↑  Lycalopex sechurae in der Roten Liste gefährdeter Arten der IUCN 2006. Eingestellt von: Asa & Cossíos, 2004. Abgerufen am 12. Mai 2006.